# 2004 en basket-ball
Chronologie du basket-ball
2003 en basket-ball - 2004 en basket-ball - 2005 en basket-ball
Les faits marquants de l'année 2004 en basket-ball

## Avril
- 2 avril : à Nantes, l'Union Sportive Valenciennes Olympic remporte le Tournoi de la Fédération aux dépens, comme la saison précédente de Pays d'Aix Basket 13 (87-58). Tarbes Gespe Bigorre complète le podium devant CJM Bourges Basket
- 5 avril, NCAA : l'université du Connecticut gagne le titre national NCAA par 82 à 73 face au Georgia Institute of Technology en finale.
- 18 avril, Euroligue féminine : Valenciennes (France) remporte la finale de l'Euroligue 93-69 contre Gdynia (Pologne).

## Mai
- 1er mai : Euroligue : Maccabi Tel-Aviv (Israël) remporte la finale de l'Euroligue 118-74 contre Fortitudo Bologne (Italie).
- 16 mai : Union Sportive Valenciennes Olympic remporte le championnat de France féminin devant CJM Bourges Basket
- 20 mai : Union Sportive Valenciennes Olympic remporte la Coupe de France féminine en battant en finale USO Mondeville et réalise ainsi pour la 2e fois la passe de quatre (avec l'Euroligue, le championnat et le tournoi de la fédération).

## Juin
- Kevin Garnett est élu MVP de la saison en NBA
- 11 juin : Pau-Orthez est champion de France face à Gravelines (2 victoires à zéro).
- 15 juin, NBA : les Pistons de Détroit remportent le titre NBA par 4 victoires pour 1 défaite face aux Lakers de Los Angeles. Chauncey Billups (Detroit) est le MVP des finals

## Récapitulatifs des principaux vainqueurs de compétitions 2003-2004

### Masculins
| Europe - Ligue adriatique : Reflex Zeleznik - Allemagne : Francfort Skyliners - Angleterre : Sheffield Sharks - Autriche : Kapfenberg Bulls - Belgique : Spirou Charleroi - Chypre : AEL Limassol - Croatie : Cibona Zagreb - Espagne : FC Barcelone - France : Pau-Orthez - Grèce : Panathinaïkos - Italie : Montepaschi Siena - Lituanie : Žalgiris Kaunas - Lettonie : BK Ventspils - Pologne : Sopot - Portugal : FC Porto - Russie : CSKA Moscou - République tchèque : Nymburk - Slovaquie : BK ESO Lučenec - Suède : Plannja Basket - Suisse : Basket-club Boncourt - Turquie : Efes Pilsen Istanbul | Amériques - Argentine : Boca Juniors - Brésil : Uberlândia EC - CBA : Dakota Wizards - Liga Sudamericana : Atenas de Córdoba - NBA : Pistons de Détroit - NCAA : - - Porto Rico : Leones de Ponce - Venezuela (LPB) : Marinos de Oriente - Venezuela (LNB) : Delfines de Miranda | Afrique, Asie, Océanie - Coupe d’Afrique : Primeiro de Agosto - Angola : CD 1° de Agosto - NBL Australie : - - Égypte : Gezira SC - Iran : Saba Battery - Maroc : - - NBL Nouvelle-Zélande : - |

### Féminines
| Europe - Allemagne : - - Belgique : - - Bosnie-Herzégovine : KK Željezničar Sarajevo - Espagne : - - France : Valenciennes - Hongrie : - - Italie : - - Lettonie : TTT Rīga - Russie : - - République tchèque : - - Pays-Bas : BV Den Helder - Slovénie : ŽKK Celje | Amériques - Brésil : - - NWBL : Dallas Fury - WNBA : Storm de Seattle | Afrique, Asie, Océanie |

## Août
- 14 août : première journée de la phase de poule féminines des Jeux olympiques.
- 15 août : première journée de la phase de poule masculine des Jeux olympiques.
- 27 août : l'Argentine élimine les États-Unis lors des demi-finales du tournoi masculin.
- 28 août : finales du tournoi olympique :
  - Les États-Unis remportent le tournoi féminin en battant l'Australie en finale (74-67). La Russie complète le podium aux dépens du Brésil (71-62).
  - L'Argentine remporte le tournoi masculin en battant l'Italie en finale (84-69). Les États-Unis accrochent la médaille de bronze aux dépens de la Lituanie (104-96).

## Novembre
- 19 novembre : lors du match opposant les Pistons de Détroit aux Pacers de l'Indiana, un pugilat éclate entre les joueurs et les fans. À la suite d'une altercation entre Ron Artest et Ben Wallace, un spectateur jette sur Artest son gobelet de bière. Artest grimpe alors dans les gradins, rejoint par ses coéquipiers Jermaine O'Neal et Stephen Jackson, qui se battent avec plusieurs spectateurs. Le match manque de tourner à l'émeute. Artest est finalement suspendu pour le reste de la saison, O'Neal écope de 30 matchs, Jackson de 25 matchs, et Ben Wallace de 6 matchs.

## Décembre
- 3 décembre : dernier match (sur blessure) de l'international français Stéphane Ostrowski.
- 29 décembre : au Palais omnisports de Paris-Bercy la sélection française bat son homologue étrangère lors du All-Star Game LNB (105-94).
  - Amara Sy (Le Mans Sarthe Basket) en est le MVP.
  - Laurent Sciarra (BCM Gravelines) remporte le concours de meneurs.
  - Steve Lobel (Slam Nation) remporte le concours de dunk.
  - Ludovic Chelle (Roanne) gagne, lui, le concours de tirs à 3 points.

## Naissances
- 4 janvier : Victor Wembanyama, joueur français.
- 6 octobre : Bronny James, joueur américain.

## Décès
- 4 septembre : Alphonso Ford, joueur américain.